# Rua Latino Coelho (Póvoa de Varzim)
A Rua Latino Coelho, popularmente Rua do Ramalhão, é uma rua no sector balnear da cidade da Póvoa de Varzim em Portugal.

## História
A Rua Latino Coelho é uma das ruas em que processos controversos de gentrificação ocorreram no início do século XX. A rua era integralmente povoada pelos pescadores do Bairro Norte.  No entanto, com a massificação do turismo balnear e talassoterapêutico no início do século XX, muitas famílias venderam as suas casas a agentes imobiliários que passaram a ser ocupadas essencialmente no Verão por populações oriundas do Vale do Ave, provocando perda de população permanente na cidade e enfraquecimento em termos de cultura popular. A maioria dos pescadores do Norte mudou-se para as Caxinas, fora do termo da Póvoa, onde havia bastante espaço livre perto do porto da Póvoa de Varzim, o restante para Aver-o-Mar, esta última dentro do termo da Póvoa. Tarde verificou-se que deveria ter sido construído um bairro piscatório na zona despovoada a norte do Ramalhão, onde tarde se faria o desenvolvimento balnear.

## Morfologia urbana
A Rua do Ramalhão ou de Latino Coelho, tal como outras ruas do Bairro Norte, surgia na Enseada da Póvoa e seguindo para Norte. A rua Latino Coelho inicia-se junto ao Passeio Alegre pelo Largo Caetano de Oliveira, atravessa a Avenida Santos Graça / Praça 5 de Outubro e termina na Avenida Vasco da Gama/ Largo Dr. José Pontes.

### Património
- Conjunto de casario nos números 42-46, 66, 80, 88-92, 104, 130-134
- Fachada no n.º 153
- Fachada no n.º 406
- Residencial no n.º 594 (fachada)
- Fachada no n.º 636